# Августа Преторія
Августа Преторія (лат. Augusta Praetoria)  — давньоримське місто на північному заході Італії, сучасна Аоста.
Місто засноване в 24 році до н. е. Розміщене біля злиття двох річок та виходів кількох альпійських перевалів (Великий та Малий Сен-Бернар), мало велике стратегічне та торгове значення. Планування Августи Преторії наслідувало планування військового табору, на місці якого воно було збудоване. З тих часів збереглися стіни (721 на 567 метрів) висотою до 7,3 м. З чотирьох воріт збереглися південні та східні. Головна вулиця, що проходить зі сходу на захід ділить місто на дві рівні частини. Місто складалося з 16 кварталів.